# Griceïta
La griceïta és un mineral de la classe dels halurs. Rep el seu nom de Joel Denison Grice (1946), mineralogista i cristal·lògraf canadenc curador del Canadian Museum of Nature, Ontario, Canadà.

## Característiques
La griceïta és un halur de fórmula química LiF. Cristal·litza en el sistema isomètric formant petits cubs i octàedres. També se'n troba en forma d'agregats prismàtics, botroide, grans irregulars i pulverulenta. La seva duresa a l'escala de Mohs és 4,5.
Segons la classificació de Nickel-Strunz, la griceïta pertany a «03.AA - Halurs simples, sense H₂O, amb proporció M:X = 1:1, 2:3, 3:5, etc.» juntament amb els següents minerals: marshita, miersita, nantokita, UM1999-11:I:CuS, tocornalita, iodargirita, bromargirita, clorargirita, carobbiïta, halita, silvina, vil·liaumita, salmiac, UM1998-03-Cl:Tl, lafossaïta, calomelans, kuzminita, moschelita, neighborita, clorocalcita, kolarita, radhakrishnaïta, challacolloïta i hephaistosita.

## Formació i jaciments
Es troba en inclusions de sodalita associada amb un complex intrusiu alcalí de gabre-sienita. Sol trobar-se associada a altres minerals com: sodalita, ussinguita, vil·liaumita, eudialita, esfalerita, serandita, vuonnemita o lovozerita. Va ser descoberta l'any 1989 a la pedrera Poudrette, al Mont Saint-Hilaire (Montérégie, Quebec, Canadà), l'únic indret on se n'ha trobat.